# Bóveda tabicada

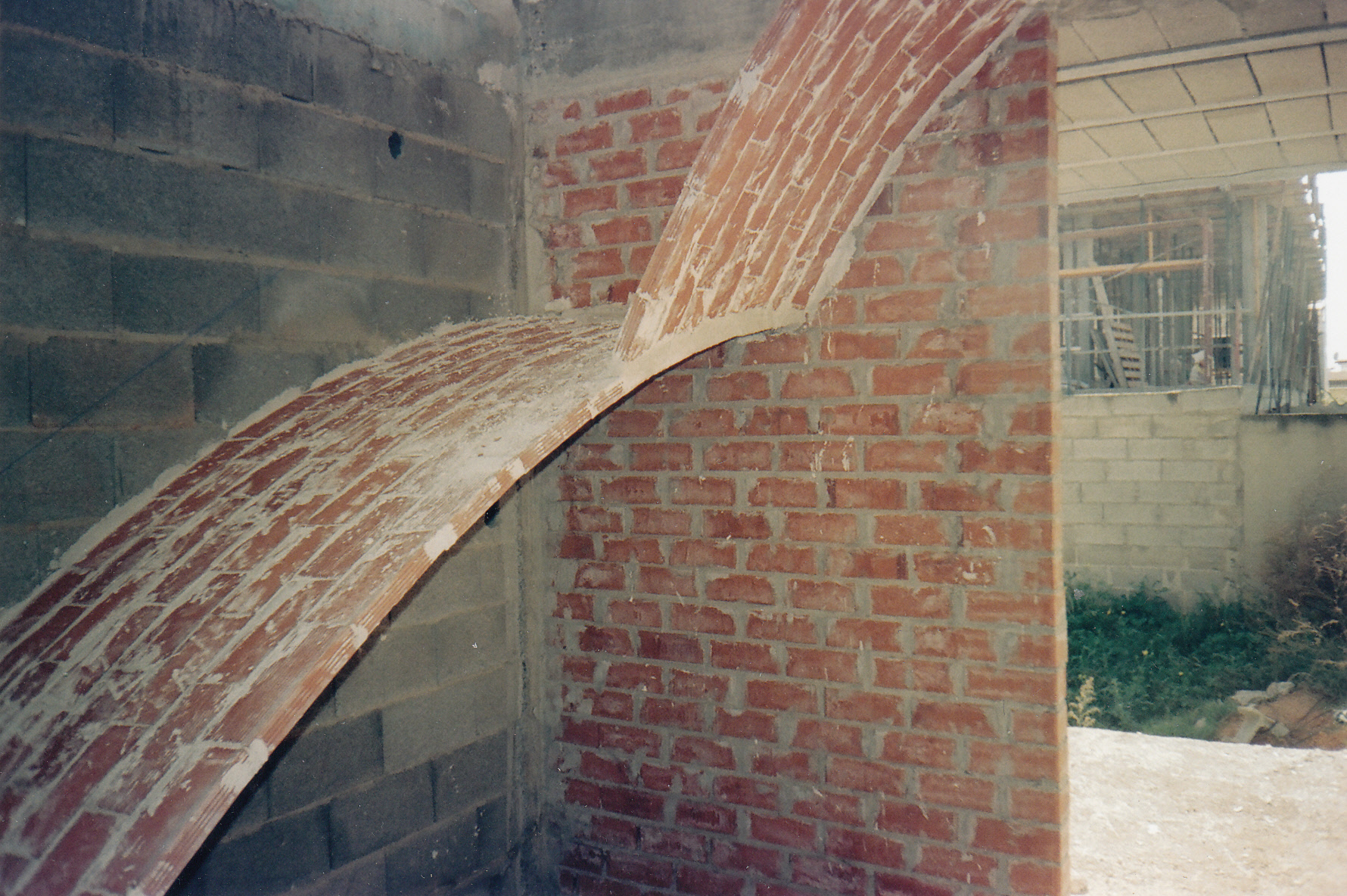
Los ladrillos de estas bóvedas se colocan como los ladrillos del tabique donde se apoyan.

La bóveda tabicada o "a panderete", es un tipo de bóveda caracterizada por construirse normalmente sin cimbra, con ladrillos ligeros y yeso rápido, pegando los ladrillos por sus cantos (o "en aparejo a panderete", en lenguaje arquitectónico), siguiendo una curvatura predeterminada hasta obtener una superficie abovedada, autoportante y ligera.
El nombre de bóveda tabicada se debe a que tanto su aspecto, los materiales que las conforman, como su proceso de construcción, son similares a los de los tabiques de ladrillo. En Cataluña y otras regiones también se le atribuyen otras denominaciones localistas, aunque estas no son adecuadas desde un punto de vista técnico.

## Historia
El origen de este tipo de bóvedas se halla en la arquitectura islámica, habiéndose encontrado claros precedentes en la Mezquita del Viernes de Isfahán y la Mezquita de la Casba y la Qubba Barudiyyin de Marrakech.  Además, los ejemplos más antiguos de bóvedas tabicadas que se conocen en suelo europeo se encuentran  en la zauiya de Aznalcóllar (de mediados del siglo XIII), en Murcia (Siyasa) y en la Comunidad Valenciana; es decir, en zonas que tuvieron una importante población mudéjar.
Durante los siglos XIV y XV la técnica se difundió desde Valencia hacia Aragón y Cataluña. En el siglo XVII Fray Lorenzo de San Nicolás escribió el primer tratado en español sobre la construcción de bóvedas tabicadas, y un siglo después Fray Domingo de Petrés difundió estas bóvedas en el Virreinato de Nueva Granada, actual Colombia.
El Conde de Espie y Blondel contribuyeron a su difusión en Francia con el nombre de voûtes plâtes.
En el siglo XIX se publicaron manuales como el de Manuel Fornés y Gurrea, y Rafael Guastavino exportó la técnica a América del Norte.
Posteriormente fue una técnica muy usada por los arquitectos modernistas, en especial por Gaudí. Sin embargo, la popularización del hormigón armado y el progresivo encarecimiento de la mano de obra necesaria para construirlas, hizo que dejaran de ser económicamente competitivas y que durante el siglo XX se fuera abandonando progresivamente el uso de bóvedas tabicadas, aunque arquitectos como Luis Moya, Eladio Dieste o Le Corbusier, entre otros, siguieron usándolas.
En las últimas décadas, se ha renovado el interés por esta forma de construir. Por ejemplo, Norman Foster diseñó un aeropuerto para drones en Ruanda basándose en la bóveda tabicada, que presentó en la Bienal de Arquitectura de Venecia en 2016 y que se esperaba terminar en 2020.

## Construcción
Como sucede con cualquier tipo de bóveda, su resistencia estructural depende de su geometría. Con la técnica del tabicado se pueden construir desde superficies sencillas como bóvedas de cañón, de pañuelo y cúpulas esféricas o elípticas, como las de Guastavino, hasta superficies regladas y de revolución más complejas o susceptibles de ser armadas, como las que, por ejemplo, hicieron Gaudí y Dieste. Además, se pueden hacer tanto de una sola capa de ladrillo como, más frecuentemente, de varias.
En cualquier caso, el proceso constructivo es siempre idéntico: Tras marcar sobre los muros de apoyo las directrices y generatrices de la superficie a construir y, siguiendo estas referencias, sin usar cimbras de ningún tipo, se van creando sucesivas filas de ladrillos ligeros y de muy poco espesor (rasillas) que se pegan por sus cantos hasta cerrar la superficie en el centro geométrico del área que se pretende cubrir. En la primera capa, es imprescindible usar yeso como aglutinante, ya que fragua con rapidez, pero en las siguientes capas (o “doblado”) siempre se usan morteros más resistentes a los esfuerzos y la humedad como la argamasa o, modernamente, el cemento, colocando los ladrillos de manera que las juntas de cada capa tengan un ángulo diferente a los de las juntas de las capas adyacentes para lograr un conjunto más resistente.
En Extremadura (principalmente la provincia de Badajoz y sur de Cáceres) y la región portuguesa limítrofe del Alentejo suelen ser bóvedas de arista de una sola capa, con ladrillos huecos sencillos o macizos de poco espesor y dos arcos elípticos (realmente serían dos toroides) que se cruzan en el centro de la estancia cubierta formando aristas desde los rincones. En la Comunidad Valenciana, son típicas las cúpulas de doble cáscara, la exterior para sostener un tejado y la interior con fines decorativos, dejando una cámara de aire visitable entre ambas. En Cataluña son frecuentes las bóvedas de cañón rebajadas y, en edificios modernistas, las formas paraboloides.
Hasta fechas muy recientes era muy frecuente en casi toda España formar la estructura de las escaleras con bóvedas tabicadas, casi siempre con varias capas y forma de catenaria invertida, ya que al no necesitarse el uso de cimbras era más económico que realizar la escalera de hormigón armado.
|                                                    |
| Primeras hiladas de una bóveda tabicada de arista. |

|                                                   |
| Bóveda tabicada de arista, típica de Extremadura. |

|                                                        |
| Construcción de una bóveda tabicada de cañón elíptica. |

|                                                    |
| Bóveda tabicada rebajada en una casa de Barcelona. |

|                              |
| Bóveda tabicada de escalera. |